# Aviv Yechezkel
Aviv Yechezkel (Tel Aviv, 21 april 1994) is een Israëlisch voormalige wegwielrenner en veldrijder die voor het laatst reedt voor Israel Cycling Academy.

## Carrière
In 2012 werd Yechezkel nationaal juniorenkampioen tijdrijden door het parcours sneller af te legen dan Sharon Hen en Guy Sagiv. In de wegrit behaalde hij de bronzen medaille. Later dat jaar nam hij deel aan het wereldkampioenschap, waar hij de juniorenwegrit niet uitreed.
In 2015 werd Yechezkel achter Yoav Bear tweede in de tijdrit voor eliterenners op het nationale kampioenschap.
In februari 2016 tekende hij een contract bij Cycling Academy Team. Eerder dat jaar was hij al nationaal kampioen veldrijden geworden in de eerste van het nationale kampioenschap. Zijn debuut voor Cycling Academy Team maakte hij in de GP Adria Mobil, die hij niet uitreed. In juni werd Yechezkel nationaal kampioen tijdrijden door het 28 kilometer lange parcours in en rond Atlit sneller af te leggen dan Omer Goldstein en Bear, die een jaar eerder goud won.

## Veldrijden

### Palmares
| Seizoen   | Wereldbeker | WK | EK | IK   | Overige | Totaal aantal zeges |
| --------- | ----------- | -- | -- | ---- | ------- | ------------------- |
| 2015-2016 |             |    |    | Goud |         | 1                   |

## Wegwielrennen

### Overwinningen
2012
 Israëlisch kampioen tijdrijden, Junioren
2016
 Israëlisch kampioen tijdrijden, Elite
 Israëlisch kampioen tijdrijden, Beloften

## Ploegen
- 2016 –  Cycling Academy Team (vanaf 26-2)
- 2017 –  Israel Cycling Academy
- 2018 –  Israel Cycling Academy

Boivin · Craven · Dempster · Díaz · Goldstein · Lemus · Lowndes · Neilands · Perry · Räim · Sagiv · Schreurs · Turek · Williams · van Winden · Yechezkel · Einhorn (stagiair) · Niv (stagiair) · Sessler (stagiair)
Ávila · Boivin · Dempster · Díaz · Earle · Enger · Gebremedhin · O. Goldstein · R. Goldstein · Hermans · Jensen · Lemus · Neilands · Niv · Perry · Plaza · Räim · Sagiv · Sbaragli · Schreurs · Turek · Williams · van Winden · Yechezkel